# Kivy
Kivy é uma biblioteca open source escrita em Python para o desenvolvimento de aplicativos móveis ou desktop, para dispositivos multitouch possuindo uma interface natural de usuário (NUI). Aplicações escritas podem ser executadas no Android, iOS, Linux, OS X, e Windows. Distribuído sob os termos da licença MIT, o Kivy é livre, ou seja, um software de código aberto.

## Exemplo básico
```
from
 
kivy.app
 
import
 
App

from
 
kivy.uix.button
 
import
 
Button

class
 
MeuApp
(
App
):

    
def
 
build
(
self
):

        
return
 
Button
(
text
=
'Olá, Kivy!'
)

MeuApp
()
.
run
()

```